# Cronologia da pandemia de COVID-19 em dezembro de 2021
Este artigo documenta a cronologia e epidemiologia do vírus SARS-CoV-2 em dezembro de 2021, o vírus que causa a COVID-19 e é responsável pela pandemia de COVID-19. Os primeiros casos humanos da COVID-19 foram identificados em Wuhan, China, em dezembro de 2019.

## Cronologia

### 1 de dezembro
- O Canadá registrou 3.128 novos casos, elevando o total para 1.795.626.[1]
- A Malásia registrou 5.439 casos, elevando o número total para 2.638.221. Há 6.803 recuperações, elevando o número total de recuperações para 2.544.007. Há 49 mortes, elevando o número de mortos para 30.474.[2]
- A Nova Zelândia registrou 149 novos casos, elevando o número total para 11.723. Existem 17 recuperações, elevando o número total de recuperações para 5671. O número de mortos permanece em 44. Há 6.008 casos ativos (47 na fronteira e 5.961 na comunidade).[3]
- Singapura registrou 1.324 novos casos, incluindo 1.266 na comunidade, 45 residentes em dormitórios e 13 importados, elevando o total para 266.049. Oito mortes foram confirmadas, elevando o número de mortos para 726.[4]
- A Ucrânia registrou 11.960 novos casos diários e 557 novas mortes diárias, elevando o número total para 3.450.341 e 86.532, respectivamente; um total de 2.972.192 pacientes se recuperaram.[5]

### 2 de dezembro
- O Canadá registrou 2.484 novos casos, elevando o total para 1.798.105.[1]
- A Malásia registrou 5.806 casos, elevando o número total para 2.644.027. Existem 7.246 recuperações, elevando o número total de recuperações para 2.551.253. Há 47 mortes, elevando o número de mortos para 30.521.[6]
- A Nova Zelândia registrou 174 novos casos, elevando o número total para 11.895. Existem 33 recuperações, elevando o número total de recuperações para 5.704. O número de mortos permanece em 44. Há 6.147 casos ativos (47 na fronteira e 6.100 na comunidade).[7]
- Singapura relatou seus dois primeiros casos da variante Omicron . Ambos os casos são importados de Joanesburgo.[8] Ao mesmo tempo, o país registrou 1.101 novos casos, incluindo 1.050 na comunidade, 41 residentes em dormitórios e dez importados, elevando o total para 267.150. Nove mortes foram confirmadas, elevando o número de mortos para 735.[9]
- A Ucrânia registrou 13.531 novos casos diários e 525 novas mortes diárias, elevando o número total para 3.463.872 e 87.057, respectivamente; um total de 2.995.727 pacientes se recuperaram.[10]

### 3 de dezembro
- O Canadá registrou 2.733 novos casos, elevando o total para 1.801.601.[11]
- A Malásia registrou 5.551 novos casos, elevando o número total para 2.649.578. Existem 5.301 recuperações, elevando o número total de recuperações para 2.556.554. Há 17 mortes, elevando o número de mortos para 30.538.[12] Nesse mesmo dia, a Malásia relatou seu primeiro caso da variante Omicron.[13]
- A Nova Zelândia registrou 98 novos casos, elevando o número total para 11.992. Existem 44 recuperações, elevando o número total de recuperações para 5.759. O número de mortos permanece em 44. Há 6.189 casos ativos (51 na fronteira e 6.138 na comunidade).[14]
- Singapura registrou 766 novos casos, incluindo 738 na comunidade, 11 residentes em dormitórios e 17 importados, elevando o total para 267.916. Nove mortes foram confirmadas, elevando o número de mortos para 744.[15]
- A Ucrânia registrou 13.777 novos casos diários e 509 novas mortes diárias, elevando o número total para 3.477.649 e 87.566, respectivamente; um total de 3.018.620 pacientes se recuperaram.[16]

### 4 de dezembro
- O Canadá registrou 2.710 novos casos, elevando o total para 1.805.070.[17]
- As Ilhas Cook relataram seu primeiro caso positivo em isolamento gerenciado. O paciente é um menino de dez anos que havia retornado com sua família em um voo de repatriação. [18]
- A Malásia registrou 4.896 novos casos, elevando o número total para 2.654.474. São 4.678 recuperações, elevando o número total de recuperações para 2.561.232. Há 36 mortes, elevando o número de mortos para 30.574.[19]
- A Nova Zelândia registrou 100 novos casos, elevando o número total para 12.087. Existem 14 recuperações, elevando o número total de recuperações para 5.773. O número de mortos permanece em 44. Há 6.270 casos ativos (52 na fronteira e 6.218 na comunidade).[20]
- Singapura registrou 743 novos casos, incluindo 707 na comunidade, 24 residentes em dormitórios e 12 importados, elevando o total para 268.659. Duas mortes foram confirmadas, elevando o número de mortos para 746.[21]
- África do Sul ultrapassa 3 milhões de casos.[22]
- A Ucrânia registrou 13.206 novos casos diários e 436 novas mortes diárias, elevando o número total para 3.490.855 e 88.002, respectivamente; um total de 3.041.385 pacientes se recuperaram.[23]
- Os Estados Unidos da América ultrapassam 49 milhões de casos.[24]

### 5 de dezembro
- O Canadá registrou 2.628 novos casos, elevando o total para 1.807.703.[25]
- A Malásia registrou 4.298 casos, elevando o número total para 2.658.772. Existem 4.929 recuperações, elevando o número total de recuperações para 2.566.159. Há 40 mortes, elevando o número de mortos para 30.614.[26]
- A Nova Zelândia registrou 180 novos casos, elevando o número total de 12.195. Há 61 recuperações, elevando o número total de recuperações para 5.834. O número de mortos permanece em 44. Há 6.317 casos ativos (53 na fronteira e 6.264 na comunidade).[27]
- Singapura registrou 552 novos casos, incluindo 523 na comunidade, 14 residentes em dormitórios e 15 importados, elevando o total para 269.211. 13 mortes foram confirmadas, elevando o número de mortos para 759.[28]
- A Ucrânia registrou 6.622 novos casos diários e 278 novas mortes diárias, elevando o número total para 3.497.477 e 88.280, respectivamente; um total de 3.050.659 pacientes se recuperaram.[29]
- A criança de dez anos nas Ilhas Cook que testou positivo para a COVID-19 mais cedo foi determinada mais tarde como um caso histórico não infeccioso.[30]

### 6 de dezembro
- O Canadá registrou 2.876 novos casos, elevando o total para 1.812.244.[31]
- A Malásia registrou 4.262 novos casos, elevando o número total para 2.663.034. Há 5.894 recuperações, elevando o número total de recuperações para 2.572.053. Há 38 mortes, elevando o número de mortos para 30.652.[32]
- A Nova Zelândia registrou 136 novos casos, elevando o número total para 12.331. Existem 51 recuperações, elevando o número total de recuperações para 5.885. O número de mortos permanece 44. Há 6.402 casos ativos (52 na fronteira e 6.350 na comunidade).[33]
- Singapura registrou 662 novos casos, incluindo 638 na comunidade, 13 residentes em dormitórios e 11 importados, elevando o total para 269.873. Quatro mortes foram confirmadas, elevando o número de mortos para 763.[34]
- A Ucrânia registrou 4.478 novos casos diários e 239 novas mortes diárias, elevando o número total para 3.501.955 e 88.519, respectivamente; um total de 3.059.741 pacientes se recuperaram.[35]

### 7 de dezembro
Relatório semanal da OMS:
- O Canadá registrou 2.966 novos casos, elevando o total para 1.815.215.[37]
- A Malásia registrou 4.965 novos casos, elevando o número total para 2.667.999. Há 4.817 recuperações, elevando o número total de recuperações para 2.576.870. Há 66 mortes, elevando o número de mortos para 30.718.[38]
- A Nova Zelândia registrou 99 novos casos, elevando o número total para 12.248. Existem 83 recuperações, elevando o número total de recuperações para 5.968. O número de mortos permanece em 44. Há 6.416 casos ativos (41 na fronteira e 6.375 na comunidade).[39]
- Singapura registrou 715 novos casos, elevando o número total para 270.588. Oito novas mortes foram relatadas, elevando o número de mortos para 771.[40]
- A Ucrânia registrou 8.655 novos casos diários e 467 novas mortes diárias, elevando o número total para 3.510.610 e 88.986, respectivamente; um total de 3.082.619 pacientes se recuperaram.[41]

### 8 de dezembro
- O Canadá registrou 3.532 novos casos, elevando o total para 1.818.742.[42]
- França ultrapassa 8 milhões de casos de COVID-19.[43]
- A Malásia registrou 5.020 novos casos, elevando o número total para 2.673.019. São 4.525 recuperações, elevando o número total de recuperações para 2.581.395. Há 28 mortes, elevando o número de mortos para 30.746.[44]
- A Nova Zelândia registrou 90 novos casos, elevando o número total para 12.516. Existem 41 recuperações, elevando o número total de recuperações para 6.009. O número de mortos permanece em 44. Existem 6.643 casos ativos (41 na fronteira e 6.422 na comunidade).[45]
- Singapura registrou 709 novos casos, elevando o número total para 271.297. Três novas mortes foram relatadas, elevando o número de mortos para 774.[46]
- A Ucrânia registrou 9.371 novos casos diários e 450 novas mortes diárias, elevando o número total para 3.519.981 e 89.436, respectivamente; um total de 3.109.423 pacientes se recuperaram.[47]

### 9 de dezembro
- O Canadá registrou 4.271 novos casos, elevando o total para 1.823.010.[48]
- A Malásia registrou 5.446 novos casos, elevando o número total para 2.678.465. Há 5.427 recuperações, elevando o número total de recuperações para 2.586.822. Há 41 mortes, elevando o número de mortos para 30.787.[49]
- A Nova Zelândia registrou 105 novos casos, elevando o número total para 12.621. Existem 10 recuperações, elevando o número total de recuperações para 6.019. O número de mortos permanece em 44. Há 6.558 casos ativos (42 na fronteira e 6.516 na comunidade).[50]
- Singapura registrou 682 novos casos, elevando o número total para 271.979. Cinco novas mortes foram relatadas, elevando o número de mortos para 779.[51] Nesse mesmo dia, o país registrou mais dois casos da variante Omicron.[52]
- A Ucrânia registrou 12.376 novos casos diários e 465 novas mortes diárias, elevando o número total para 3.532.357 e 89.901, respectivamente; um total de 3.133.970 pacientes se recuperaram.[53]

### 10 de dezembro
- O Canadá registrou 4.745 novos casos, elevando o total para 1.827.755.[54]
- A Malásia registrou 5.058 novos casos, elevando o número total para 2.683.523. São 4.997 recuperações, elevando o número total de recuperações para 2.591.819. Há 44 mortes, elevando o número de mortos para 30.831.[55]
- A Nova Zelândia registrou 95 novos casos na comunidade, elevando o número total de casos associados ao surto da variante Delta para 9.552. Duas mortes também foram registradas. 56 pessoas estão no hospital e há 6.630 casos ativos.[56]
- Singapura registrou 454 novos casos, elevando o número total para 272.433. Quatro novas mortes foram relatadas, elevando o número de mortos para 783.[57]
- A Ucrânia registrou 11.327 novos casos diários e 442 novas mortes diárias, elevando o número total para 3.543.684 e 90.343, respectivamente; um total de 3.158.426 pacientes se recuperaram.[58]

### 11 de dezembro
- O Canadá registrou 3.921 novos casos, elevando o total para 1.831.733.[59]
- A Jordânia ultrapassou 1 milhão de casos de COVID-19.[60]
- A Malásia registrou 4.626 novos casos, elevando o número total para 2.688.149. São 4.690 recuperações, elevando o número total de recuperações para 2.596.509. Há 31 mortes, elevando o número de mortos para 30.862.[61]
- A Nova Zelândia registrou 96 novos casos, elevando o número total para 12.717. Existem 24 recuperações, elevando o número total de recuperações para 6.043. Duas mortes foram relatadas, elevando o número de mortos para 46. Há 6.630 casos ativos (38 na fronteira e 6.592 na comunidade).[62]
- Singapura registrou 559 novos casos, elevando o número total para 272.992. Seis novas mortes foram relatadas, elevando o número de mortos para 789.[63]
- Turquia ultrapassa 9 milhões de casos. Além disso, o país relatou seu primeiro caso da variante Omicron .[64]
- A Ucrânia registrou 10.133 novos casos diários e 446 novas mortes diárias, elevando o número total para 3.553.817 e 90.789, respectivamente; um total de 3.184.287 pacientes se recuperaram.[65]

### 12 de dezembro
- O Canadá registrou 3.496 novos casos, elevando o total para 1.835.229.[66]
- A Malásia registrou 3.490 novos casos, elevando o número total para 2.691.639. São 5.399 recuperações, elevando o número total de recuperações para 2.601.908. Há 17 mortes, elevando o número de mortos para 30.879.[67]
- A Nova Zelândia registrou 104 novos casos, elevando o número total para 12.884. Há 26 recuperações, elevando o número total de recuperações para 6.100. O número de mortos permanece em 46. Há 6.738 casos ativos (41 na fronteira, 6.696 na comunidade e um em investigação).[68]
- Rússia ultrapassa 10 milhões de casos de COVID-19.[69]
- Singapura registrou 370 novos casos, elevando o número total para 273.362. Cinco novas mortes foram relatadas, elevando o número de mortos para 794.[70]
- A Ucrânia registrou 5.275 novos casos diários e 238 novas mortes diárias, elevando o número total para 3.559.092 e 91.027, respectivamente; um total de 3.195.913 pacientes se recuperaram.[71]
- Os Estados Unidos da América atingiram 800.000 mortes por COVID-19.[72]

### 13 de dezembro
- O Canadá registrou 4.149 novos casos, elevando o total para 1.840.920.[73]
- A Grécia ultrapassou 1 milhão de casos de COVID-19.[74]
- A Malásia registrou 3.504 novos casos, elevando o número total de casos para 2.695.143. Existem 4.401 recuperações, elevando o número total de recuperações para 2.606.309. Há 29 mortes, elevando o número de mortos para 30.908.[75]
- A Nova Zelândia registrou 103 novos casos, elevando o número total para 12.986. Há 28 recuperações, elevando o número total de recuperações para 6.128. Uma morte foi registrada, elevando o número de mortos para 47. Há 6.811 casos ativos (41 na fronteira, 6.769 na comunidade e um em investigação).[76]
- Singapura registrou 339 novos casos, elevando o número total para 273.701. Quatro novas mortes foram relatadas, elevando o número de mortos para 798.[77]
- A Ucrânia registrou 4.073 novos casos diários e 188 novas mortes diárias, elevando o número total para 3.563.165 e 91.215, respectivamente; um total de 3.205.879 pacientes se recuperaram.[78]
- Os Estados Unidos da América ultrapassam os 50 milhões de casos.[79]

### 14 de dezembro
Relatório semanal da Organização Mundial da Saúde:
- O Canadá registrou 4.400 novos casos, elevando o total para 1.845.256.[81]
- A Malásia registrou 4.097 novos casos, elevando o número total para 2.699.240. Existem 4.301 recuperações, elevando o número total de recuperações para 2.610.610. Há 48 mortes, elevando o número de mortos para 30.956.[82]
- A Nova Zelândia registrou 82 novos casos, elevando o número total para 13.067. Há 29 recuperações, elevando o número total de recuperações para 6.157. O número de mortos permanece em 47. Há 6.863 casos ativos (43 na fronteira, 6.819 na comunidade e um em investigação).[83]
- Singapura registrou 442 novos casos, elevando o número total para 274.143. Seis novas mortes foram relatadas, elevando o número de mortos para 804.[84]
- A Ucrânia registrou 7.283 novos casos diários e 387 novas mortes diárias, elevando o número total para 3.570.448 e 91.602, respectivamente; um total de 3.233.009 pacientes se recuperaram.[85]

### 15 de dezembro
- O Canadá registrou 5.807 novos casos, elevando o total para 1.851.057.[86]
- A Malásia registrou 3.900 novos casos, elevando o número total para 2.703.140. Existem 4.552 recuperações, elevando o número total de recuperações para 2.615.162. Há 33 mortes, elevando o número de mortos para 30.989.[87]
- A Nova Zelândia registrou 76 novos casos, elevando o número total para 13.143. Existem 36 recuperações, elevando o número total de recuperações para 6.193. O número de mortos permanece em 47. Há 6.903 casos ativos (42 na fronteira, 6.860 na comunidade e um em investigação).[88]
- Singapura registrou 474 novos casos, elevando o número total para 274.617. Três novas mortes foram relatadas, elevando o número de mortos para 807.[89] Nesse mesmo dia, o país registrou mais três casos da variante Omicron.[90]
- A Ucrânia registrou 8.109 novos casos diários e 356 novas mortes diárias, elevando o número total para 3.578.557 e 91.958, respectivamente; um total de 3.259.316 pacientes se recuperaram.[91]
- O Reino Unido registrou 88.376 novos casos, elevando o número total para mais de 11 milhões de casos.[92]

### 16 de dezembro
- O Canadá registrou 7.145 novos casos, elevando o total para 1.857.999.[93]
- A Malásia registrou 4.262 casos, elevando o número total para 2.707.402. Existem 4.985 recuperações, elevando o número total de recuperações para 2.620.147. Há 37 mortes, elevando o número de mortos para 31.026.[94]
- A Nova Zelândia registrou 95 novos casos, elevando o número total para 13.238. Existem 23 recuperações, elevando o número total de recuperações para 10.791. Uma morte foi relatada, elevando o número de mortos para 48. Há 2.219 casos ativos (24 na fronteira, 2.194 na comunidade e um em investigação).[95] Nesse mesmo dia, o país confirmou seu primeiro caso da variante Omicron via viagens ao exterior.[96]
- Singapura registrou 355 novos casos, elevando o número total para 274.942. Uma nova morte foi relatada, elevando o número de mortos para 808.[97] Nesse mesmo dia, o país notificou mais um caso da variante Omicron.[98]
- O Vietnã registrou 34.062 novos casos diários, elevando o número total para 1.493.237.
- A Ucrânia registrou 9.590 novos casos diários e 355 novas mortes diárias, elevando o número total para 3.588.147 e 92.313, respectivamente; um total de 3.284.815 pacientes se recuperaram.[99]

### 17 de dezembro
- O Canadá registrou 9.163 novos casos, elevando o total para 1.866.907.[100]
- A Malásia registrou 4.362 novos casos, elevando o número total para 2.711.764. Há 5.098 recuperações, elevando o número total de recuperações para 2.625.245. Há 18 mortes, elevando o número de mortos para 31.044.[101]
- A Nova Zelândia registrou 79 novos casos, elevando o número total para 13.317. Existem 19 recuperações, elevando o número total de recuperações para 11.165. Uma morte foi relatada, elevando o número de mortos para 49. Há 2.102 casos ativos (26 na fronteira, 2.075 na comunidade e um em investigação).[102]
- Singapura registrou 412 novos casos, elevando o número total para 275.384. Uma nova morte foi relatada, elevando o número de mortos para 809.[103]
- A Ucrânia registrou 8.899 novos casos diários e 328 novas mortes diárias, elevando o número total para 3.597.046 e 92.641, respectivamente; um total de 3.306.465 pacientes se recuperaram.[104]

### 18 de dezembro
- O Canadá registrou 7.566 novos casos, elevando o total para 1.874.472.[105]
- A China registrou seu 100.000º caso desde o início da pandemia de COVID-19. [106]
- A Malásia registrou 4.083 novos casos, elevando o número total para 2.715.847. Há 5.435 recuperações, elevando o número total de recuperações para 2.630.680. Há 29 mortes, elevando o número de mortos para 31.073.[107]
- A Nova Zelândia registrou 49 novos casos, elevando o número total para 13.366. Existem 21 recuperações, elevando o número total de recuperações para 11.324. O número de mortos permanece em 49. Há 1.993 casos ativos (36 na fronteira, 1.956 na comunidade e um em investigação).[108]
- Singapura registrou 271 novos casos, juntamente com 2 casos importados da variante Omicron, elevando o número total para 275.655. Uma nova morte foi relatada, elevando o número de mortos para 810.[109]
- A Ucrânia registrou 7.503 novos casos diários e 288 novas mortes diárias, elevando o número total para 3.604.549 e 92.929, respectivamente; um total de 3.324.999 pacientes se recuperaram.[110]
- O Reino Unido registrou 93.045 novos casos. [106]

### 19 de dezembro
- O Canadá registrou 8.746 novos casos, elevando o total para 1.883.217.[111]
- A Malásia registrou 3.108 novos casos, elevando o número total para 2.718.955. São 3.701 recuperações, elevando o número total de recuperações para 2.634.381. Há 19 mortes, elevando o número de mortos para 31.092.[112]
- A Nova Zelândia registrou 63 novos casos, elevando o número total para 13.425. Existem 34 recuperações, elevando o número total de recuperações para 11.474. O número de mortos permanece em 49. Há 1.902 casos ativos (42 na fronteira, 1.859 na comunidade e um em investigação).[113]
- Singapura registrou 255 novos casos, elevando o número total para 275.910. Três novas mortes foram relatadas, elevando o número de mortos para 813.[114]
- A Ucrânia registrou 3.602 novos casos diários e 176 novas mortes diárias, elevando o número total para 3.608.151 e 93.105, respectivamente; um total de 3.331.865 pacientes se recuperaram.[115]

### 20 de dezembro
- O Canadá registrou 10.677 novos casos, elevando o total para 1.897.587.[116]
- A Malásia registrou 2.589 novos casos, elevando o número total para 2.721.544. Existem 3.810 recuperações, elevando o número total de recuperações para 2.638.191. Há 43 mortes, elevando o número de mortos para 31.135.[117]
- A Nova Zelândia registrou 71 novos casos, elevando o número total para 13.495. Existem 13 recuperações, elevando o número total de recuperações para 11.642. O número de mortos permanece em 49. Existem 1.804 casos ativos (42 na fronteira, 1.761 na comunidade e um sob investigação.[118]
- Singapura registrou 195 novos casos, juntamente com 45 casos da variante Omicron, elevando o número total para 276.105. Duas novas mortes foram relatadas, elevando o número de mortos para 815.[119]
- A Ucrânia registrou 2.536 novos casos diários e 157 novas mortes diárias, elevando o número total para 3.610.687 e 93.262, respectivamente; um total de 3.338.555 pacientes se recuperaram.[120]
- Os Estados Unidos da América ultrapassam 51 milhões de casos.[121]

### 21 de dezembro
Relatório Semanal da OMS:
- O Canadá registrou 11.692 novos casos, elevando o total para 1.909.275.[123]
- A Malásia registrou 3.140 novos casos, elevando o total para 2.724.684. São 4.278 recuperações, elevando o número total de recuperações para 2.642.469. Há 57 mortes, elevando o número de mortos para 31.192.[124]
- A Nova Zelândia registrou 33 novos casos, elevando o número total para 13.531. Existem 119 recuperações, elevando o número total de recuperações para 11.761. O número de mortos permanece em 49. Há 1.721 casos ativos (46 na fronteira, 1.674 na comunidade e um em investigação).[125]
- Singapura registrou 280 novos casos, elevando o número total para 276.385. Duas novas mortes foram relatadas, elevando o número de mortos para 817.[126]
- A Ucrânia registrou 6.029 novos casos diários e 346 novas mortes diárias, elevando o número total para 3.616.716 e 93.608, respectivamente; um total de 3.357.405 pacientes se recuperaram.[127]

### 22 de dezembro
- O Canadá registrou 14.934 novos casos, elevando o total para 1.924.261.[128]
- A Malásia registrou 3.519 casos, elevando o número total para 2.728.203. Existem 5.118 recuperações, elevando o número total de recuperações para 2.647.587. Há 29 mortes, elevando o número de mortos para 31.221.[129]
- A Nova Zelândia registrou 60 novos casos, elevando o número total de casos para 13.589. Existem 126 recuperações, elevando o número total de recuperações para 11.887. O número de mortos permanece em 49. Há 1.653 casos ativos (47 na fronteira, 1.605 na comunidade e um em investigação).[130]
- Singapura registrou 335 novos casos, elevando o número total para 276.720. Uma nova morte foi relatada, elevando o número de mortos para 818.[131]
- A Ucrânia registrou 6.363 novos casos diários e 301 novas mortes diárias, elevando o número total para 3.623.079 e 93.909, respectivamente; um total de 3.376.899 pacientes se recuperaram.[132]

### 23 de dezembro
- O Canadá registrou 20.699 novos casos, elevando o total para 1.945.754.[133]
- A Malásia registrou 3.510 novos casos, elevando o número total para 2.731.713. Há 4.998 recuperações, elevando o número total de recuperações para 2.652.585. Há 44 mortes, elevando o número de mortos para 31.265.[134]
- A Nova Zelândia registrou 60 novos casos, elevando o número total para 13.648. Existem 127 recuperações, elevando o número total de recuperações para 12.014. O número de mortos permanece em 49. Há 1.585 casos ativos (48 na fronteira, 1.536 na comunidade e um em investigação).[135]
- Singapura registrou 322 novos casos, elevando o número total para 277.042. Duas novas mortes foram relatadas, elevando o número de mortos para 820.[136]
- A Ucrânia registrou 7.312 novos casos diários e 275 novas mortes diárias, elevando o número total para 3.630.391 e 94.184, respectivamente; um total de 3.393.420 pacientes se recuperaram.[137]

### 24 de dezembro
- O Canadá registrou 13.754 novos casos, elevando o total para 1.959.508.[138]
- A Malásia registrou 3.528 novos casos, elevando o número total para 2.735.241. Existem 4.489 recuperações, elevando o número total de recuperações para 2.657.074. Há 25 mortes, elevando o número de mortos para 31.290.[139]
- A Nova Zelândia registrou 72 novos casos, elevando o número total para 13.719. Existem 20 recuperações, elevando o número total de recuperações para 12.122. O número de mortos permanece em 49. Há 1.548 casos ativos (57 na fronteira, 1.490 na comunidade e um em investigação).[140]
- Singapura registrou 265 novos casos, elevando o número total para 277.307. O número de mortos permanece em 820.[141] Nesse mesmo dia, o país registrou 82 novos casos da variante Omicron.[142]
- A Ucrânia registrou 6.647 novos casos diários e 248 novas mortes diárias, elevando o número total para 3.637.038 e 94.432, respectivamente; um total de 3.408.294 pacientes se recuperaram.[143]

### 25 de dezembro
- O Canadá registrou 10.422 novos casos, elevando o total para 1.969.930.[144]
- França ultrapassa 9 milhões de casos de COVID-19.[145]
- A Malásia registrou 3.160 novos casos, elevando o número total para 2.738.401. São 4.421 recuperações, elevando o número total de recuperações para 2.661.495. Há 25 mortes, elevando o número de mortos para 31.315.[146]
- Singapura registrou 248 novos casos, juntamente com 98 casos da variante Omicron, elevando o número total para 277.555. Uma nova morte foi relatada, elevando o número de mortos para 821.[147]
- A Ucrânia registrou 5.276 novos casos diários e 268 novas mortes diárias, elevando o número total para 3.642.314 e 94.700, respectivamente; um total de 3.423.933 pacientes se recuperaram.[148]

### 26 de dezembro
- O Canadá registrou 10.409 novos casos, elevando o total para 1.980.908.[149]
- Alemanha ultrapassa 7 milhões de casos de COVID-19.[145]
- A Malásia registrou 2.778 novos casos, elevando o número total para 2.741.179. Existem 3.539 recuperações, elevando o número total de recuperações para 2.665.030. Há 19 mortes, elevando o número de mortos para 31.334.[150]
- A Nova Zelândia registrou 70 novos casos, elevando o número total para 13.855. Existem 103 recuperações, elevando o número total de recuperações para 12.361. Uma morte foi relatada, elevando o número de mortos para 50. Há 1.444 casos ativos (59 na fronteira, 1.384 na comunidade e um em investigação).[151]
- Singapura registrou 209 novos casos, juntamente com 104 casos da variante Omicron, elevando o número total para 277.764. Uma nova morte foi relatada, elevando o número de mortos para 822.[152]
- A Ucrânia registrou 2.810 novos casos diários e 138 novas mortes diárias, elevando o número total para 3.645.124 e 94.838, respectivamente; um total de 3.428.212 pacientes se recuperaram.[153]

### 27 de dezembro
- O Canadá registrou 21.001 novos casos, elevando o total para 2.035.831.[154]
- A Malásia registrou 2.757 novos casos, elevando o número total para 2.743.936. Existem 4.620 recuperações, elevando o número total de recuperações para 2.669.650. Há 35 mortes, elevando o número de mortos para 31.369.[155]
- A Nova Zelândia registrou 44 novos casos, elevando o número total para 13.899. 13 recuperações foram relatadas, elevando o número total de recuperações para 12.458. O número de mortos permanece em 50. Há 1.391 casos ativos (68 na fronteira, 1.322 na comunidade e um em investigação).[156]
- Singapura registrou 280 novos casos, juntamente com 101 casos da variante Omicron, elevando o número total para 278.044. Três novas mortes foram relatadas, elevando o número de mortos para 825.[157]
- A Ucrânia registrou 1.864 novos casos diários e 133 novas mortes diárias, elevando o número total para 3.646.988 e 94.971, respectivamente; um total de 3.432.739 pacientes se recuperaram.[158]

### 28 de dezembro
Relatório Semanal da OMS:
- O Canadá registrou 27.023 novos casos, elevando o total para 2.070.457.[160]
- A Malásia registrou 2.897 novos casos, elevando o número total para 2.746.833. São 3.434 recuperações, elevando o número total de recuperações para 2.673.084. Há 23 mortes, elevando o número de mortos para 31.392.[161]
- A Nova Zelândia registrou 34 novos casos, elevando o número total para 13.932. Existem 21 recuperações, elevando o número total de recuperações para 12.548. O número de mortos permanece em 50. Há 1.334 casos ativos (83 na fronteira, 1.250 na comunidade e um em investigação).[162]
- Singapura registrou 365 novos casos, juntamente com 134 casos da variante Omicron, elevando o número total para 278.409. O número de mortos permanece em 825.[163]
- Espanha ultrapassa 6 milhões de casos.[164]
- A Ucrânia registrou 2.248 novos casos diários e 134 novas mortes diárias, elevando o número total para 3.649.236 e 95.105, respectivamente; um total de 3.437.528 pacientes se recuperaram.[165]
- O Reino Unido ultrapassa os 12 milhões de casos.[166]

### 29 de dezembro
- O Canadá registrou 32.121 novos casos, elevando o total para 2.102.474.[167]
- A Malásia registrou 3.683 novos casos, elevando o número total para 2.750.516. 4.322 se recuperaram, elevando o número total de recuperações para 2.677.406. Há 36 mortes, elevando o número de mortos para 31.428.[168]
- A Nova Zelândia registrou 54 novos casos, elevando o número total para 13.986. Existem 24 recuperações, elevando o número total de recuperações para 12.663. Uma morte foi relatada, elevando o número de mortos para 51. Há 1.272 casos ativos (90 na fronteira, 1.181 na comunidade e um em investigação).[169]
- Singapura registrou 341 novos casos, juntamente com 170 casos da variante Omicron, elevando o número total para 278.750. Uma nova morte foi relatada, elevando o número de mortos para 826.[170]
- A Ucrânia registrou 5.454 novos casos diários e 307 novas mortes diárias, elevando o número total para 3.654.690 e 95.412, respectivamente; um total de 3.449.880 pacientes se recuperaram.[171]
- Os Estados Unidos da América ultrapassam 53 milhões de casos.[172]

### 30 de dezembro
- O Canadá registrou 35.439 novos casos, elevando o total para 2.137.913.[173]
- A Malásia registrou 3.997 novos casos, elevando o número total para 2.754.513. Existem 3.984 recuperações, elevando o número total de recuperações para 2.677.068. Há 34 mortes, elevando o número de mortos para 31.462.[174]
- A Nova Zelândia registrou 71 novos casos, elevando o número total para 14.057. Há 19 recuperações, elevando o número total de recuperações para 12.780. O número de mortos continua a ser 51. Há 1.226 casos ativos (98 em isolamento gerenciado, 1.127 na comunidade e um em investigação).[175]
- A Ilha Norfolk relatou seu primeiro caso em isolamento gerenciado. [176]
- Singapura registrou 311 novos casos, juntamente com 103 casos da variante Omicron, elevando o número total para 279.061. Uma nova morte foi relatada, elevando o número de mortos para 827.[177]
- A Ucrânia registrou 5.930 novos casos diários e 278 novas mortes diárias, elevando o número total para 3.660.620 e 95.690, respectivamente; um total de 3.460.249 pacientes se recuperaram.[178]

### 31 de dezembro
- O Canadá registrou 41.210 novos casos, elevando o total para 2.183.527.[179]
- A Itália registrou um recorde de 126.888 novos casos, elevando o número total para mais de 6 milhões de casos.
- A Malásia registrou 3.573 novos casos, elevando o número total para 2.758.086. Há 3.988 recuperações, elevando o número total de recuperações para 2.685.378. Há 25 mortes, elevando o número de mortos para 31.487.[180]
- A Nova Zelândia registrou 62 novos casos, elevando o número total para 14.118. Existem 13 recuperações, elevando o número total de recuperações para 12.870. O número de mortos continua a ser 51. Há 1.197 casos ativos (107 na fronteira, 1.089 na comunidade e um em investigação).[181]
- Singapura registrou 344 novos casos, dos quais 172 deles foram importados, elevando o número total para 279.405. Uma nova morte foi relatada, elevando o número de mortos para 828.[182]
- A Ucrânia registrou 7.029 novos casos diários e 209 novas mortes diárias, elevando o número total para 3.667.649 e 95.899, respectivamente; um total de 3.468.858 pacientes se recuperaram.[183]